# Edith González

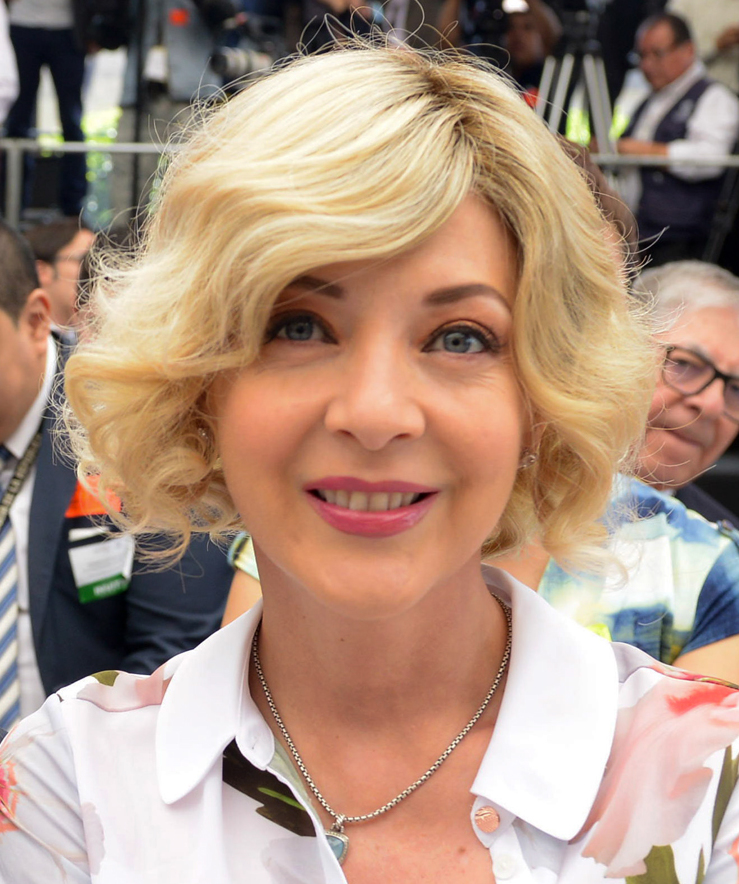
Edith González nel 2018

Edith González Fuentes (Città  del Messico, 10 dicembre 1964 – Città del Messico, 13 giugno 2019) è stata un'attrice e conduttrice televisiva messicana.

## Biografia
Figlia di Efraín González, ragioniere, e Ofelia Fuentes, casalinga, Edith nacque in un ospedale di Città del Messico. La sua infanzia trascorse felice: coccolata dal fratello, amata dai genitori, crebbe in un ambiente sereno e tranquillo. 
All'età di 5 anni Edith, accompagnata dalla madre, assistette al programma televisivo Siempre en domingo. Qui venne notata dal produttore Antulio Jimenez Ponz, e dopo alcune prove Edith iniziò la sua carriera di attrice bambina nel film Cosa juzgada, con Rafael Baledon e Martha Roth. 
Dopo la sua prima esperienza televisiva, l'infanzia artistica di Edith fu legata a programmi per bambini, film e telenovele.
Edith continuò gli studi nel collegio William Shakespeare lavorando nel contempo come attrice nei telefilm La maldicion de la blonda, El edificio enfrente, Las fieras, Pacto de amor, Manana serà otro dia; recitò inoltre in film come El rey de los gorilas, Ciclon, e opere teatrali come Ricitos de oro, Hansel e Gretel, Los miserables.
Non aveva ancora compiuto 14 anni quando venne chiamata per girare la telenovela Anche i ricchi piangono, nel ruolo di Marisabel, figlia adottiva di Mariana, la protagonista interpretata da Verónica Castro. In Italia e nel resto del mondo il successo fu grande e Edith decise di completare la sua formazione artistica dividendosi tra Los Angeles, Londra, New York e Parigi.
Tra il 1977 e il 1980 si produsse nel cinema partecipando a quattro film diretti da René Cardona Jr., accanto ad affermati attori hollywoodiani come Gene Barry, Lionel Stander e Joseph Cotten.
A Los Angeles Edith studiò recitazione all'accademia "Lee Strasberg" per più di un anno, poi si spostò a New York dove fu allieva del professore Richard Pintor del "Neighborhood playhouse"; quindi andò a Parigi per studiare danza al Centro di danza del Marais e frequentare all'Università della Sorbona i corsi di letteratura inglese e storia dell'arte. In Inghilterra seguì invece studi di musica jazz.
Partecipò in seguito a telenovelas di grande successo come Un uomo da odiare, Rosa selvaggia (abbandonata a metà; le subentrò nel ruolo Felicia Mercado), Anima persa, fino ad arrivare nel 1993 a Cuore selvaggio, che la consacrerà definitivamente come la stella delle telenovele, grazie al ruolo di Beatrice.
L'anno seguente, Edith recitò nel film Salon Mexico, nel ruolo di una prostituta, cambiando completamente la sua immagine.
Nel 1997 interpretò a teatro Aventurera, che poi lasciò per girare Nunca te olvidarè, ma vi tornò a lavorare nel 2005. Nel 2008, dopo aver girato il film El deseo, venne chiamata dalla catena statunitense Telemundo, per una coproduzione di Televisa, intrepretando il ruolo di Doña Barbara nella telenovela omonima, che la rilanciò a livello internazionale.
Rientrata in Messico, senza un attimo di riposo interpretò "Clara Fantasiosa" per la serie tv Mujeres asesinas, per poi iniziare la lavorazione di Camaleones. Nel 2011 fu nel cast di un'altra telenovela, Cielo rojo.
Nel 2012 condusse il programma Tiempos de Heroes, in cui venivano mostrati atti di altruismo compiuti da uomini e donne semplici. Contemporaneamente tornò a teatro con Purgatorio. Concluso il tour di questo spettacolo, Edith fu ancora in palcoscenico con Los arboles mueren de pie, accanto a Mauricio Islas.
Il 2013 la vide protagonista della telenovela Amore senza tempo, con Humberto Zurita e Ramiro Fumazoni.
Nel 2016 le fu diagnosticato un tumore alle ovaie, che inizialmente sembrava essere stato sconfitto dalla chemioterapia . Dopo tre anni la patologia si ripresentò, estendendosi anche all'utero. 
Edith González morì nel giugno 2019, a 54 anni, lasciando una figlia, Constanza Creel González, nata nel 2004: il padre di Constanza è il senatore Santiago Creel Miranda, che all'epoca era sposato. Nel 2010 l'attrice si era unita in matrimonio con Lorenzo Lazo Margáin, un altro uomo politico.

## Filmografia parziale

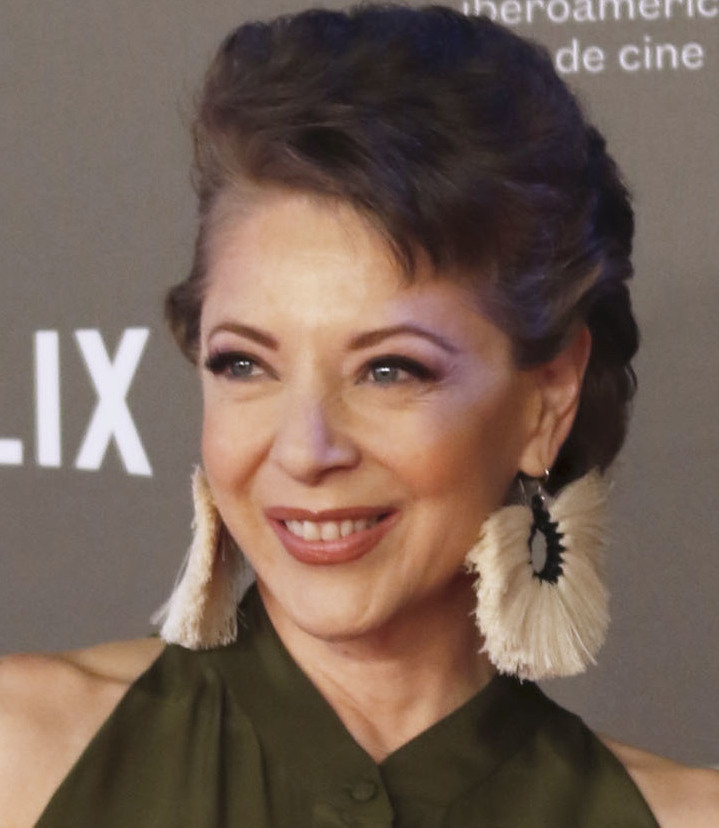
Edith González nel 2017

### Cinema
- Scimmia bianca - Il re della foresta (El rey de los gorilas), regia di René Cardona Jr. (1977)
- Cyclone, regia di René Cardona Jr. (1978)
- Il massacro della Guyana (Guyana: Crime of the Century), regia di René Cardona Jr. (1979)
- I guerrieri del terrore (Traficantes de pánico), regia di René Cardona Jr. (1980)
- Central camionera (1987)
- Pero sigo siendo el rey (1988)
- Trampa infernal (1989)
- El muerto (1991)
- Los cómplices del infierno (1995)
- Salón México (1996)
- Rogelio (2000)
- Miss Justice (2004)
- Deseo (2013)

### Televisione
- Cosa juzgada (1970)
- La maldición de la blonda (1971)
- Lucía Sombra (1971)
- El amor tiene cara de mujer (1971)
- El edificio de enfrente (1972)
- Los miserables (1973)
- Mi primer amor (1973)
- Lo imperdonable (1975)
- Pacto de amor (1977)
- Muñeca rota (1978)
- El enemigo (1979)
- Vamos juntos (1979)
- Anche i ricchi piangono (Los ricos también lloran) (1979-1980)
- Ambición (1980)
- El hogar que yo robé (1981)
- Soledad (1981)
- Bianca Vidal (1982-1983)
- Natalie (La Fiera) (1983-1984)
- Sí, mi amor (1984-1985)
- Un uomo da odiare (Monte Calvario) (1986)
- Rosa selvaggia (Rosa salvaje) (1987-1988)
- Flor y canela (1988-1989)
- Mujer casos de la vida real (1989-1996)
- La hora marcada (1990)
- Anima persa; altro titolo: Natalia (En carne propia) (1990-1991)
- L'Ereditiera (Televiteatros - La Heredera), regia di Antulio Jimenez Pons - film TV (1993) [2]
- Cuore selvaggio (Corazón salvaje) (1993-1994)
- La sombra del otro (1996)
- La jaula de oro (1997)
- Las noches de Aventurera (1998)
- Tarzzán el rey más mono (1999)
- Cuentos de Navidad (1999)
- Corazón salvaje (2000)
- Nunca te olvidaré (1999)
- Salomé (2001-2002)
- Romero y Chulieta (2003)
- Mujer de madera (2004)
- La hora pico (2004)
- Plaza Sésamo (2004)
- Bailando por un sueño (2005)
- Mundo de fieras (2006)
- Palabra de mujer (2007-2008)
- Doña Bárbara (2008-2009)
- Mujeres asesinas (2009)
- Camaleones (2009-2010)
- Cielo rojo (2011)
- Amore senza tempo (Vivir a destiempo) (2013)
- Eva la trailera  (2016)

## Teatrografia parziale
- El diabolico barbero de la calle de la horca (1983)
- Aventurera (1996-1999 e 2005-2008)
- Buenas noches Mamà (2010)
- Purgatorio (2012)
- Los arboles mueren de pie (2012)

## Doppiatrici italiane
- Giuppy Izzo in L'Ereditiera, Cuore selvaggio
- Laura Boccanera in Rosa selvaggia
- Patrizia Scianca in Amore senza tempo